# Електрокар
Електрокар (на руски: Электрокар) е превозно средство, задвижвано с електричество, съхранявано в акумулаторна батерия.
Функциите на електокара са подобни на мотокара. Електрокарите, предназначени за работа в складове, са оборудвани с повдигателна уредба.
Има директиви в Европейския съюз, които забраняват използването на електрокари в затворени помещения, поради отделянето на вредни вещества от акумулаторните батерии.
В Обединеното кралство подобни малки електрически превозни средства са известни като електрически платформи.
България е прочута с електрокари, произвеждани от компанията „Балканкар“.